# ZBD-05两栖步兵战车
ZBD-05两栖步兵战车又被称为05式两栖步兵战车，是中华人民共和国研制的“05式两栖装甲车族”一员，装备中国人民解放军海军陆战队和陆军两栖机械化部队的滑水型高速两栖装甲车辆，部份言論稱它与美国海军陆战队的“远征战斗车”（EFV）在概念上相似。其名称的ZBD三个字母分别表示装甲车辆、步兵、履带式。
作为一个專注于两栖登陆的步兵战车，05式的目标就是提供独特的两栖登陆能力和在水上的快速浮渡能力（ZTD-05可達25 km/h（13 kn），ZBD-05可達28 km/h（15 kn），為世界各國兩棲車輛中最快），中华人民共和国也是唯一一个生产这种类型的独特的高速两栖步兵战车的国家。

## 历史
在20世纪末时，中国人民解放军的高层认识到63式两栖坦克及其改进型——63A式两栖坦克以及77式两栖装甲车已经不能适应作戰的需要，在2000年上半年，军方向中国兵器工业集团公司提出了研发新型两栖装甲车辆的要求，中国兵器工业集团公司在21世纪初之后几年研发了05式两栖装甲车族，总设计师为陈鹏飞。于2005年定型，用于替换63式两栖装甲车族。该装甲车族包括四型，一型是ZTD-05两栖突击车(即兩棲坦克，主炮口徑105mm操作人員3，無車載乘員)用于滩头冲击，二型是ZBD-05两栖步兵战车，在二型基础上研制的三型是05式两栖装甲指挥车，在一型基础上研制的四型是05式两栖装甲抢救车。

## 车体布局
ZBD-05两栖步兵战车采用的是前置偏置动力舱结构布局，车体行走系采用六对小直径负重轮。为了减重，还要保证装甲防护性能，使用了铝合金装甲。双人炮塔置于车体中部战斗室，炮塔外壁用螺栓安有一层附加装甲，炮塔后部还带有栅栏式防弹屏蔽。车尾部载员室开有一个供上下车用的单扇式尾舱门。
ZBD-05两栖步兵战车采用了面积较大的液压机构收放的首、尾辅助滑板，在海上航行时车体前后的滑板展开，减少航行阻力，配合车尾的喷水推进器提高水上航速。它的尾滑板采用了水翼造型，在水中可以把后车身抬起来，减低车辆的浸入水中的深度，改善航行速度；在陆上尾滑板既可供载员上下车时的踏板使用，也可在收起时起到防护作用。通过航渡时履带可收起，滑板变角技术（调节前滑板展开倾角）等方式减低航行阻力。还在车首滑板到基甲之间、负重轮内部空间填充了泡沫塑料以增加浮力储备。
其水上航行速度相比以往中国装备的水陆两栖战车大幅度提升，减少泛水抢滩登陆过程中暴露在敌方火力下的时间。

## 武器系统
ZBD-05两栖步兵战车炮塔上装备一门炮身外带衍架支撑结构的ZPT-99 30毫米口径机炮（备弹500发）、配备1挺7.62毫米同轴机枪，炮塔外挂有红箭-73C反坦克导弹发射架。

## 动力系统
ZBD-05两栖步兵战车采用动力装置前置设计，动力系统采用单台主战坦克发动机改进型，源于主战坦克的1500马力涡轮增压柴油机，可以让战车在水面上以15节的航速行驶。在陆地上关闭增压系统，功率降低到550马力，以符合步兵战车的实际需要。

## 使用国
中华人民共和国
- 中国人民解放军陆军：截止2020年，超过1000辆05车族在陆军（两栖合成旅）中服役
  - 600余辆ZBD-05，250余辆ZTD-05
  - 不包括在上的其他同底盤車型（如PGL-12、PGL-19、搶修、工程與偵察型等型號）
- 中国人民解放军海军：截止2020年，超过200辆05车族在海军陆战队中服役
  - 150余辆ZBD-05，70余辆ZTD-05
  - 不包括在上的其他同底盤車型（如PGL-12、PGL-19、搶修、工程與偵察型等型號）

 委內瑞拉
- 委内瑞拉玻利瓦尔海军：“西蒙·玻利瓦尔将军”海军陆战师
  - 40个单位VN-16，40个单位VN-18[8][9][10]

 泰國：
- 泰国皇家海军陆战队：订购3辆，2021年5月交货[11]